# Грб Монака
Грб Монака је званични хералдички симбол Кнежевине Монако. То је уједно и Кнежевски грб Његовог Височанства Алберта II, кнеза од Монака.
Централни штит, хералдички речено садржи мотив fusily или lozengy argent and gules (у ствари шаховско поље са пољима у облику знака каро). Калуђери који су држачи штита алудирају на освајање Монака 1297. годиине када је Франсоа Грималди ушао у град са војницима прерушеним у калуђере, са мачевима сакривеним испод мантија. Огрлица око штита симбол је реда светог Карла. Мото је мото породице Грималди, Deo Juvante, (латински С Божјом помоћи).